# إتش جيه-10
إتش جيه-10 (بالإنجليزية: HJ-10)‏ أو ريد آرو 10 (بالإنجليزية: Red Arrow 10، وتعني السهم الأحمر 10)‏، هي سلسلة من الصواريخ المضادة للدبابات والمروحيات، تم تطويرها للجيش الصيني بواسطة نورينكو. ويستخدم الإصدار الأساسي من إتش جيه-10 تقنية التوجيه بالألياف الضوئية، في حين أن الإصدار الأخف وزنًا يزود بباحث ليزري وراداري مليمتري الموجة كسلاح أساسي للمروحيات الهجومية. 
يمكن أن يعمل إتش جيه-10 كسلاح أرضي مضاد للدبابات. ويزن الصاروخ 43 كجم (105 كجم للنظام الكامل). ويمتد مداه من 3 كيلومترات إلى 10 كيلومترات.

## خلفية تاريخية
كان جيش جيش التحرير الشعبى الصينى يعتمد سابقًا على إتش جيه-8 كمنصة مضادة للدبابات، وكانت قدرته على الاشتباك مع دبابات القتال المتقدمة غير موثوقة. وعلى الرغم من أنه أثبتت فعالية عالية في أيدي القوات اليوغوسلافية في التسعينيات، لكن متطلبات الأداء لخلفاء الصاروخ كانت أعلى بشكل ملحوظ حيث سعى جيش التحرير الشعبي إلى استخدام صواريخ موجهة مضادة للدروع أكثر تطورًا لمواجهة الدروع الغربية الأكثر تقدمًا. كان من المفترض أن يتمتع الصاروخ الجديد بقدرات مماثلة لصواريخ جافلين وكورنيت وسبايك التي تنتجها الولايات المتحدة وروسيا وإسرائيل، مع توجيه بالليزر ومدى أطول وإجراءات مضادة لأنظمة الحماية النشطة والسلبية المتزايدة التعقيد التي يتم نشرها. قد كان إتش جيه-9 أول صاروخ موجه مضاد للدبابات بعد الحرب الباردة، مُصمم لجيش التحرير الشعبى الصينى، ودخل الخدمة في عام 1999. ثم تم تطوير إتش جيه-10 مع دور مماثل وشمل أنظمة متقدمة للاشتباك مع المروحيات المعادية. استفاد الصاروخ من تقنيات التوجيه بالأسلاك المصنوعة من الألياف الضوئية، علاوة على تقنيات توجيه أخرى مختلفة.

## التصميم والتطوير

شعار (لوجو) شركة نورينكو

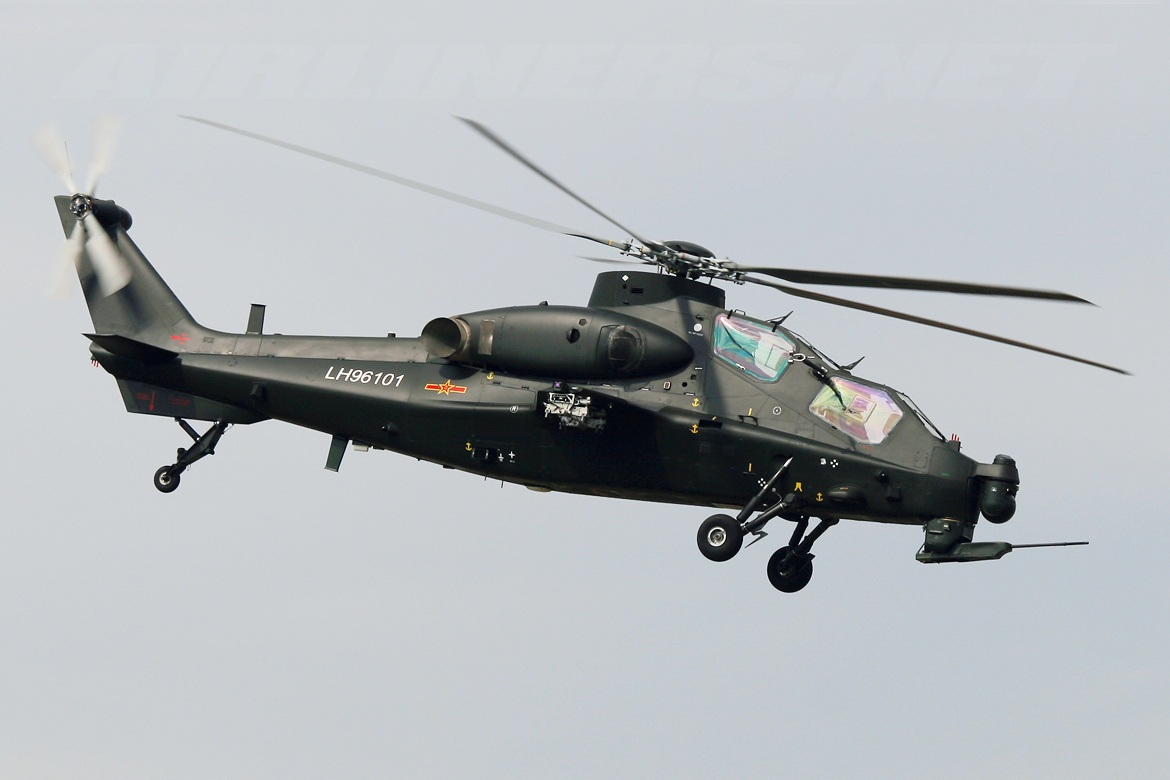
المروحية الصينية دبليو زد-10

إلى جانب استفادة الصاروخ من تقنيات التوجيه بالأسلاك المصنوعة من الألياف الضوئية، أتت الإصدارات الأحدث مزودة ببواحث ليزرية ورادارية بالموجات المليمترية. ولم يتم تطوير إتش جيه-10 كبديل لأي من الصاروخين إتش جيه-9 أو إتش جيه-8، ولكن عوضًا عن ذلك كان البديل الأثقل الذي يستخدم تقنيات مماثلة، ويتم إطلاقه بواسطة المروحيات القتالية والمركبات المدرعة الخفيفة. ومع زيادة وزن الصاروخ، جاءت حمولتة أكبر ومداه أطول، حيث يقدر أن صواريخ إتش جيه-10 قادرة على استهداف مدرعات العدو على بعد أكثر من 10 كيلومترات. 
ويمكن للصاروخ أن يستخدم نوعين مختلفين من الرؤوس الحربية، الأول هو الشحنة الترادفية المصممة للتغلب على الدروع التفاعلية المتقدمة، والثاني هو نسخة الهجوم من أعلى Top Attack - المصمم لاستغلال ضعف التدريع بسقف المركبات. 
وإلى جانب أنظمة البواحث القياسية المستخدمة بواسطة إتش جيه-9 ، يمكن لصواريخ إتش جيه-10 أيضًا الاستفادة من التوجيه التلفزيوني والتوجيه بالأشعة تحت الحمراء.
قام جيش التحرير الشعبي ببناء ترسانته من صواريخ إتش جيه-10 المضادة للدبابات، والتي تعد -إلى جانب المروحيات الهجومية دبليو زد-10 ودبليو زد-19- أسلحة أكثر فاعلية ضد الدبابات في القرن الحادي والعشرين. ويُزعم أن صاروخ إتش جيه-10 المضاد للدبابات يعادل صاروخ جو-أرض الأمريكي الصنع هيلفاير.

## النسخ

### إيه إف تي-10(AFT-10)
تم تصميم نظام الصواريخ متعدد الأغراض إيه إف تي-10 بصوايخ موجهة مضادة للدبابات إتش جيه-10 للاشتباك مع المركبات المدرعة الحديثة، بما في ذلك تلك المجهزة بحماية ديناميكية، وتحصينات وهياكل هندسية، وأهداف جوية وسطحية منخفضة السرعة في أي وقت، وفي ظروف جوية صعبة. ومجمع إيه إف تي-10 مصنوع على هيكل مركبة المشاة القتالية زد بي دي-04 إيه ZBD-04A. أما عن التوجيه فهو نظام مشترك يشتمل على رأس توجيه تصويري تلفزيوني/حراري، ومنظومة توجيه بالقصور الذاتي، وقناة نقل بيانات بالألياف البصرية ثنائية الاتجاه. حيث يتم إرسال صورة الهدف المولدة بواسطة رأس التوجيه إلى وحدة تحكم المشغل عبر قناة نقل البيانات، ويتم كذلك تلقي أوامر التحكم على متن الصاروخ عبر نفس القناة.

| للاطلاع على صور المنظومة إيه إف تي-10 (AFT-10) يمكن تتبع الرابط الأول بفقرة روابط خارجية |

| المدى النيراني                               | 2 كم (أقل مدى) 10 كم (أقصى مدى) |
| وزن الصاروخ                                  | 50 كجم                          |
| الطول                                        | 185 سم                          |
| القطر                                        | 16,5 سم                         |
| سمك التدريع الذي يمكن للرأس الترادفي اختراقه | 140 سم                          |
| سرعة المسير برحلة الصاروخ                    | 150 متر/ثانية                   |

| الوزن                        | 20 طن      |
| الطول                        | 7,15 متر   |
| العرض                        | 2,74 متر   |
| الارتفاع                     | 2,4 متر    |
| أقصى سرعة على الطرق الرئيسية | 65 كم/ساعة |
| المدى                        | 500 كم     |
| التذخير                      | 8 صواريخ   |

### إيه كيه دي-10(AKD-10)
هذه نسخة جو-أرض من الصاروخ. يزن 50 كجم ويمتاز بتوجيه ليزري.

### بلو آرو 7(Blue Arrow 7)

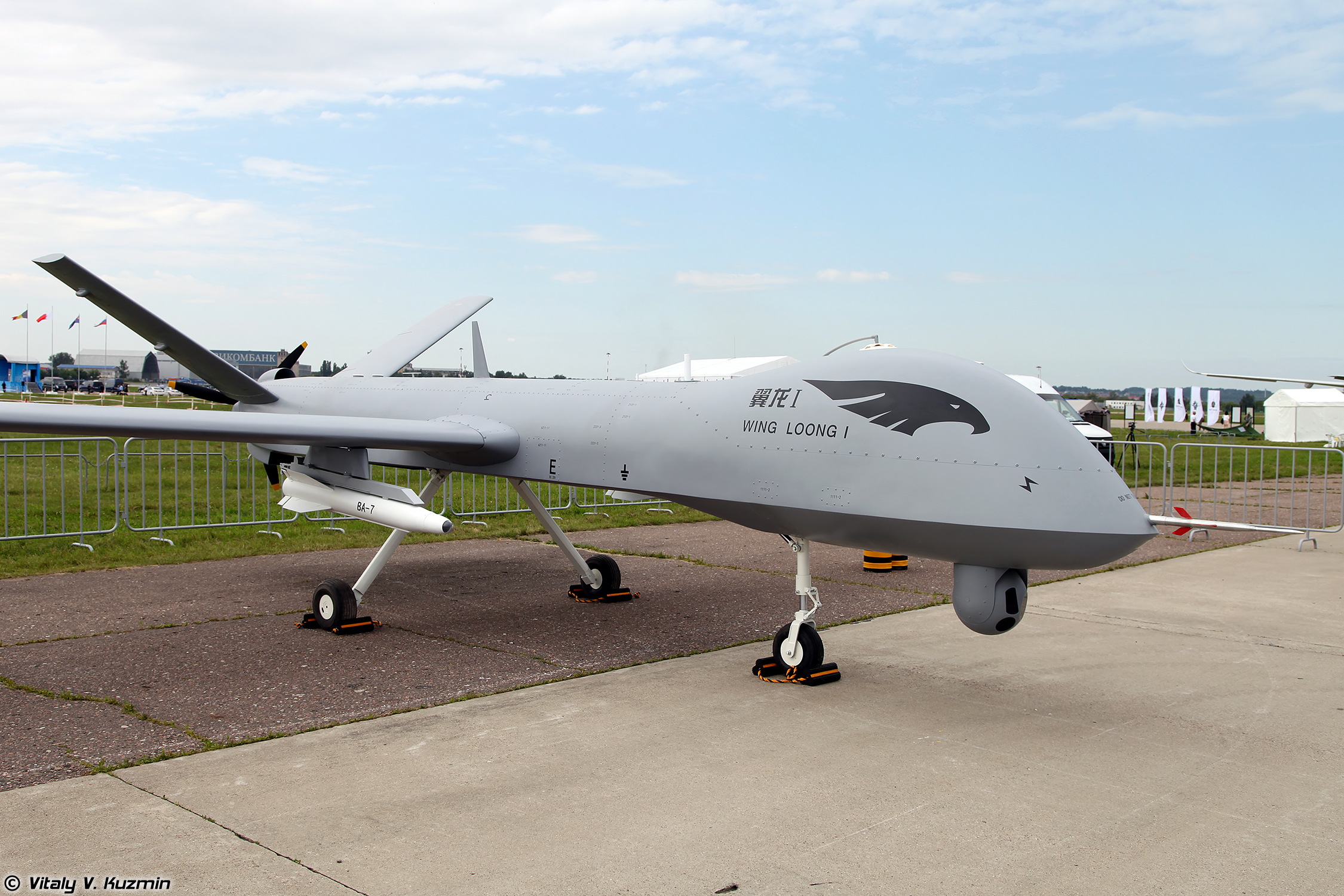
الدرون الصيني ونج لونج-2 محملاً بالصاروخ بلو آرو-7 بمعرض ماكس للطيران 2017

معروف أيضًا باسم إل جيه-7 (LJ-7)، وهو النسخة التصديرية من الصاروخ  إيه كيه دي-10 ويتميز برأس حربي قادر على  اختراق دروع يبلغ سمكها 1400 ملم. يتميز الصاروخ بلو آرو 7 (إل جيه-7) بنظام توجيه ليزر شبه نشط ومدى أقصى يبلغ 7 كيلومترات. وقد دخلت صواريخ هذه النسخة الخدمة في منتصف عام 2010. وهو مصمم للخدمة على الدرونات الصينية المختلفة. (الطائرات بدون طيار)

### بلو آرو 21(Blue Arrow 21)
نسخة تصدير محسّنة من الجيل الثالث إيه كيه دي-10، ويمتاز الصاروخ بدقة التوجيه، وتحمله مروحتي زد-10 وزد-19. يُعتقد أن مدى بلو آرو 21، يبلغ حوالي 18 كم ومزودة بباحث ليزري شبه نشط.

## التاريخ القتالي
حقق خبراء الأمم المتحدة في استخدام صواريخ وطائرات بدون طيار صينية الصنع بعد تحديدهم لصاروخ بلو آرو جو-أرض، والاستخدام المحتمل لمركبة وينج لونج بدون طيار (درون) في 19-20 أبريل من عام 2019، في غارات وقصف بالقرب من طرابلس ليبيا. كما تدرس لجنة الخبراء الدور المحتمل لدولة الإمارات العربية المتحدة لأنهم «شبه متأكدين» من أن الصواريخ لم يتم توريدها مباشرة من الصين أو الشركة المصنعة.

## التصدير
النسخة الوحيدة -من صواريخ إتش جيه 10- التي من المؤكد أن الصين قد قامت بتصديرها، هي نسخة جو-أرض بلو آرو 7.
- مصر[12]

حصلت مصر فيما بين العامين 2017 و2018 على عدد 300 صاروخ من الفئة بلو آرو 7 للخدمة على دروناتها المقاتلة من فئة ونج لونج وكذلك ونج لونج-دي ذوات المنشأ الصيني.
- الإمارات العربية المتحدة

بدأت دولة الإمارات العربية المتحدة في استلام صواريخ بلو آرو 7 خلال العام 2017 حتى أكتمل تسليم عدد 500 صاروخ منها في العام 2019. وتعاقدت الإمارات على هذا العدد من صواريخ بلو آرو 7 للخدمة على دروناتها صينية المنشأ ونج لونج-2

## روابط خارجية
1. منظومة إيه إف تي-10.
2. الموقع الرسمي لشركة نورينكو